# Троїця (Ханти-Мансійський район)
Троїця (рос. Троица) — село у складі Ханти-Мансійського району Ханти-Мансійського автономного округу Тюменської області, Росія. Входить до складу Луговського сільського поселення.
Населення — 394 особи (2010, 333 у 2002).
Національний склад станом на 2002 рік: росіяни — 76 %.